# Axinella proliferans
Axinella proliferans är en svampdjursart som beskrevs av Ridley 1884. Axinella proliferans ingår i släktet Axinella och familjen Axinellidae.
Artens utbredningsområde är havet kring Seychellerna. Inga underarter finns listade i Catalogue of Life.